# Хелен (ураган)
Ураган «Хелен» (англ. Hurricane Helene) — разрушительный тропический циклон 4 категории по шкале Саффира — Симпсона, который вызвал масштабные разрушения и гибель людей на Юго-Востоке США в конце сентября 2024 года. Это был самый сильный ураган за всю историю наблюдений, обрушившийся на регион Биг-Бенд во Флориде, самый смертоносный ураган в Атлантике со времен Марии в 2017 году, и самый смертоносный ураган, обрушившийся на материковую часть США со времен урагана Катрина в 2005 году.
Восьмой по счету шторм, пятый ураган и второй крупный ураган сезона ураганов в Атлантике 2024 года. Хелен начал формироваться 22 сентября как обширная система низкого давления в западной части Карибского моря. К 24 сентября возмущение достаточно усилилось, чтобы превратиться в тропический шторм, приблизившись к полуострову Юкатан, получив от Национального центра по наблюдению за ураганами название Хелен.

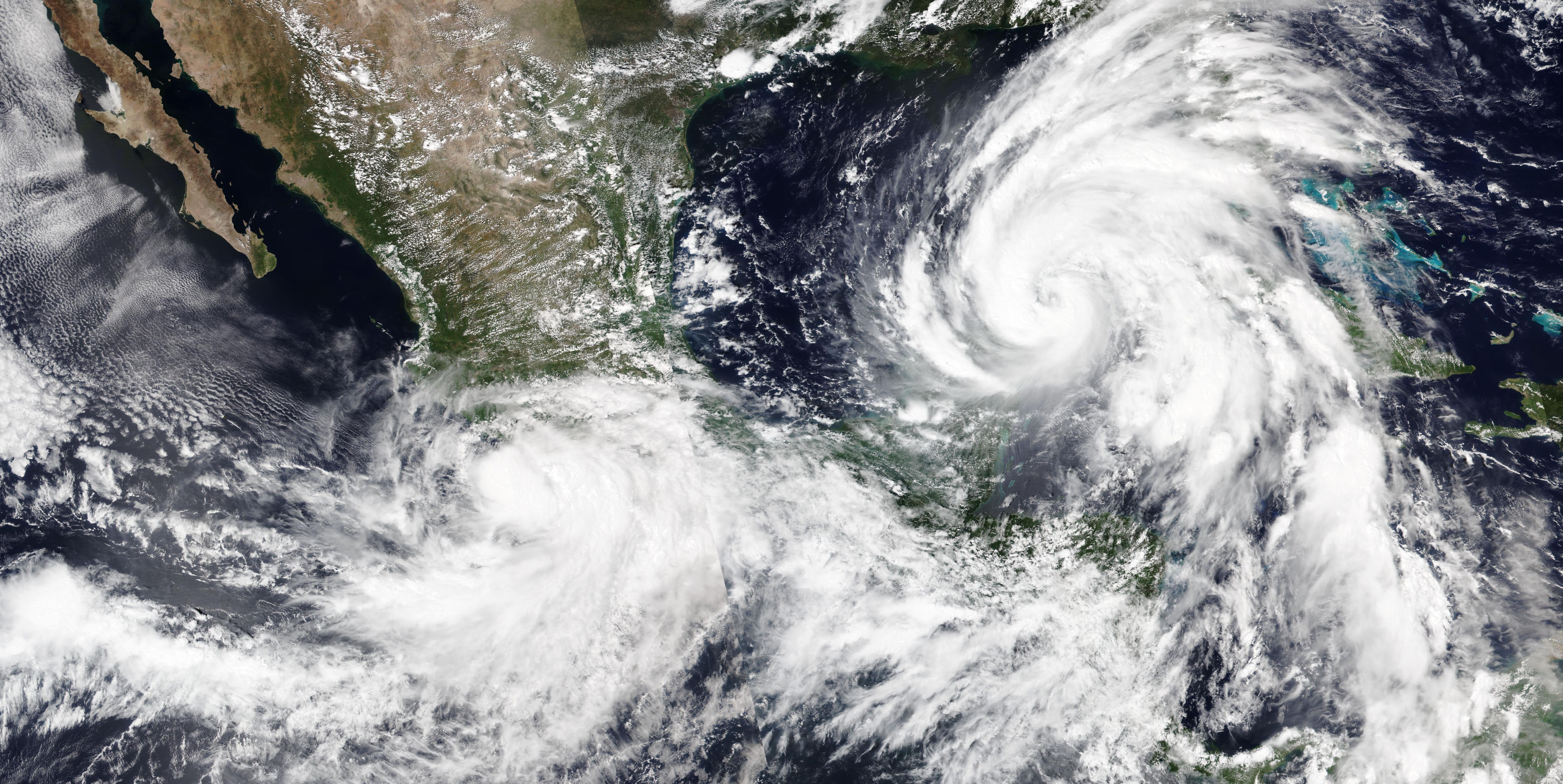
Ураган Хелен и Тропический шторм Джон

Благоприятные условия привели к усилению циклона, и он стал ураганом рано утром 25 сентября. Более выраженное и быстрое усиление последовало, когда Хелен пересекла Мексиканский залив на следующий день, достигнув интенсивности категории 4 вечером 26 сентября. Поздно вечером 26 сентября Хелен вышла на сушу с максимальной интенсивностью в районе Биг-Бенд во Флориде, недалеко от города Перри, с максимальными устойчивыми ветрами 140 миль в час (220 км/ч). Хелен ослабела, быстро двигаясь вглубь страны, прежде чем превратиться в посттропический циклон над Теннесси 27 сентября. Затем шторм остановился над штатом, прежде чем рассеяться 29 сентября.
В преддверии ожидаемого выхода Хелен на сушу, чрезвычайное положение было объявлено во Флориде и Джорджии из-за ожидаемых значительных последствий, включая очень высокий штормовой нагон вдоль побережья и порывы ураганной силы вплоть до Атланты. Предупреждения об ураганах также распространились дальше вглубь страны из-за быстрого движения Хелен. Шторм вызвал катастрофические наводнения, вызванные ливнями, особенно в западной части Северной Каролины, восточном Теннесси и юго-западной Вирджинии, и породил многочисленные торнадо. По состоянию на март 2025 года, от урагана погибло 251 человек, а ущерб оценивается в 75–78,7 миллиардов долларов США.